# Fortifikované víno

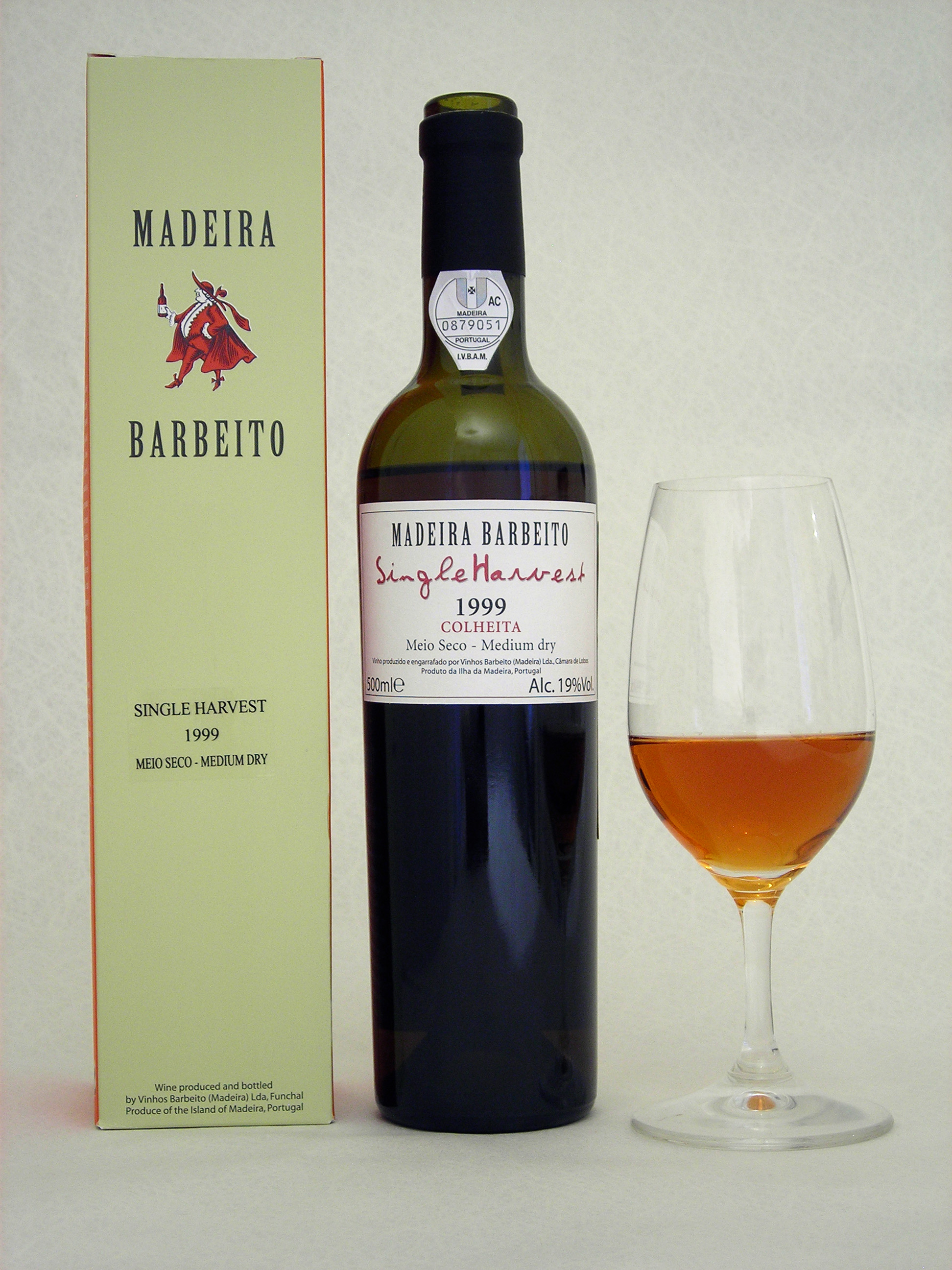
Madeira – fortifikované víno

Fortifikované víno nebo také dolihované víno je typ alkoholického nápoje, který se vyrábí z vína a pálenky, nejčastěji vinného destilátu. Má vyšší obsah ethanolu než běžné víno a obvykle i vyšší zbytkový cukr, bývá tedy sladší. Historicky byla fortifikace vína způsob jeho lepší konzervace.
Fortifikované víno je někdy nesprávně označováno jako portské víno, což je chráněné označení pro známé fortifikované víno z údolí řeky Douro asi 100 km od portugalského Porta. Během kvašení vína se do něj přidá destilát, který zvýší podíl alkoholu a zastaví kvasný proces tím, že se prostředí stane pro kvasinky toxickým. Portské má proto vyšší obsah cukru, který se předčasným ukončením kvašení nestačil přeměnit na alkohol, zároveň i vyšší obsah alkoholu (kolem 20 %) díky dodanému destilátu.
Jiný postup se volí například při výrobě sherry. Alkohol se přidává až na konci kvašení, víno je proto sušší – obsahuje méně zbytkového cukru. K dalším známým fortifikovaným vínům patří madeira, vermut nebo marsala.